# Munilla
Munilla es un municipio de la comunidad autónoma de La Rioja (España), situado en la comarca de Arnedo.

## Situación
Pertenece a la comarca de Arnedo y está a 68 kilómetros de Logroño. Se ubica al pie de las sierras de la Hez, el Hayedo de Santiago y los Cameros Viejos.

## Historia
Aparece en documentos del año 1024. En 1366 pertenecía a los condes de Aguilar e Inestrillas. En los siglos XVIII y XIX se consolidó una gran industria de paños, famosos en toda España.

### Icnitas
Durante el periodo Cretácico inferior formó parte de una llanura encharcada que se desecaba periódicamente, dejando atrás zonas fangosas en las que las huellas de dinosaurio quedaban marcadas a su paso. Con el tiempo estas se secaban y cubrían con nuevos sedimentos cuyo peso prensaba las capas inferiores, haciéndolas solidificar en rocas con el paso de millones de años. La erosión ha ido desgastando las capas superiores haciendo visibles muchas de estas formaciones rocosas, permitiendo observar las icnitas.
En el municipio se encuentran muchos yacimientos, con unas 900 icnitas, siendo los más importantes los de "Peñaportillo" y "La Canal". Estos se sitúan a 2 km de Munilla, por el camino que lleva al pueblo de San Vicente de Munilla y es de acceso fácil. En el primero destaca un rastro de 13 m de longitud con 17 huellas de dinosaurio carnívoro en las que se marcan las almohadillas de dedos y talón, además de las uñas. Aparecen también cinco rastros paralelos de carnívoros, tres de animales pequeños y dos de grandes, por lo que se cree que caminaban juntos. En un rastro de siete huellas grandes y redondeadas de un herbívoro (probablemente un Stegosaurus) se aprecian marcas de la cola en su desplazamiento, siendo uno de los pocos yacimientos de España en los que se aprecian este tipo de señales. En el yacimiento de La Canal destaca un rastro de 27 m con 31 pisadas grandes de un herbívoro que caminaba a dos patas, con la peculiaridad de ser el rastro herbívoro más largo de La Rioja. La trayectoria tiene forma de S que quizás fuera común a todos los dinosaurios, pues se repite esta peculiaridad en otros yacimientos. En parte de este rastro se observa que los pasos derecho-izquierdo son siempre mayores que los contrarios. Esta anomalía indica que cojeaba ligeramente.

## Geografía humana

### Demografía
Cuenta con una población de 98 habitantes (INE 2024).
| Gráfica de evolución demográfica de Munilla entre 1842 y 2021 |
| |
| Población de derecho según los censos de población del INE Población de hecho según los censos de población del INEEntre el censo de 1981 y el anterior, crece el término del municipio porque incorpora a 26133 (La Santa) |

Desde el siglo XVI hasta mediados del siglo XIX, Munilla fue una localidad muy próspera y demográficamente creciente debido al auge de su industria textil. Esta llegó a su culmen a principios del siglo XVIII con la existencia de hasta 21 fábricas. Pero esto cambió a mediados del siglo XIX, cuando la competencia de las modernizadas industrias textiles de Cataluña acabó con la industria textil local, con maquinaria muy anticuada y muy lejos de las principales vías ferroviarias. Por ello desde 1870 se fueron cerrando progresivamente dichas fábricas y con ellas fue emigrando la población hacia nuevos centros industriales.
A estos hechos hay que sumar la pobre economía de subsistencia (no poseían las grandes cabañas ganaderas como podían ser las del Alto Najerilla) de las aldeas más altas de Munilla, que fueron perdiendo población desde principios de siglo XX, hasta abandonarse en los años 60.
Y finalmente el éxodo rural de los años 60 y 70 acabó de dar la puntilla a esta localidad, ya que cerraron todas las fábricas de calzado y se trasladaron a Arnedo, que tenía mejores comunicaciones. Esto hizo que perdiese el 90% de su población en 30 años. Desde entonces ha conseguido mantener su población cerca de los 100 habitantes gracias a la ganadería, algunas empresas locales y el turismo.
Aunque es un lugar de veraneo, y por ello su población se incrementa bastante en el periodo estival.
Entre el censo de 1981 y el anterior, crece el término municipal porque incorpora al municipio de La Santa, que desaparece administrativamente. Esta anexión incluye a las hasta entonces dos aldeas de La Santa, Ribalmaguillo y La Monjía. Este antiguo municipio a diferencia de Munilla, no pertenece al valle del Cidacos, sino al Alto Jubera.

### Población por núcleos
| Núcleos                | Habitantes (2000) | Habitantes (2012) | Notas                     |
| ---------------------- | ----------------- | ----------------- | ------------------------- |
| Munilla                | 103               | 106               |                           |
| Antoñanzas             | 0                 | 0                 | Despoblado en el siglo XX |
| La Monjía              | 0                 | 0                 | Despoblado                |
| La Santa               | 0                 | 0                 | Despoblado                |
| Peroblasco             | 17                | 17                |                           |
| Ribalmaguillo          | 0                 | 0                 | Despoblado                |
| San Vicente de Munilla | 0                 | 0                 | Despoblado                |

## Administración
| Periodo   | Nombre                   | Partido            |
| --------- | ------------------------ | ------------------ |
| 1979-1983 | Paulino Martínez Sáenz   | CD                 |
| 1983-1987 | Antonio Blanco Martínez  | AP                 |
| 1987-1991 | Fernando Sáenz Reinares  | PSOE               |
| 1991-1995 | Carlos Sáenz Reinares    | PSOE               |
| 1995-1999 | Mª Ángeles Martínez Ocón | PP                 |
| 1999-2003 | Claudio García Lasota    | Independiente/ PRP |
| 2003-2007 | Claudio García Lasota    | PP                 |
| 2007-2011 | Claudio García Lasota    | PP                 |
| 2011-2015 | Claudio García Lasota    | PP                 |
| 2015-2019 | Claudio García Lasota    | PP                 |
| 2019-2023 | Claudio García Lasota    | PP                 |

## Economía
Tuvo una importante industria textil y del calzado, pero el municipio se ha ido despoblando progresivamente con el traslado de esta última a Arnedo. Actualmente la actividad predominante es la ganadería: ovino, vacuno y caprino, aunque también existen pequeñas explotaciones agrícolas de patata, frutales y trufa.
Se han realizado plantaciones experimentales de azafrán ecológico desde hace un año (2015) dentro del Plan de Acción de la Reserva de la Biosfera de La Rioja 2014-2023 y ha tenido la respuesta esperada en cuanto a crecimiento y producción. A la espera de analizar la evolución del cultivo en las siguientes campañas, esta primera cosecha ha generado expectativas sobre su viabilidad en los valles del Valles del Leza, Jubera, Cidacos y Alhama (La primera cosecha de azafrán ecológico en Munilla genera buenas expectativas sobre su viabilidad).

### Evolución de la deuda viva
El concepto de deuda viva contempla solo las deudas con cajas y bancos relativas a créditos financieros, valores de renta fija y préstamos o créditos transferidos a terceros, excluyéndose, por tanto, la deuda comercial.
Entre los años 2008 a 2014 este ayuntamiento no ha tenido deuda viva.

## Actualidad e infraestructuras
En la actualidad, la villa munillense ha incorporado cambios importantes en lo que a infraestructura se refiere, y en los últimos años y gracias al esfuerzo del Ayuntamiento y el empeño de los vecinos y asociaciones, y con la ayuda de los ingresos recibidos por los molinos de energía eólica establecidos en los montes circundantes, ha podido mejorar las carreteras y los accesos al pueblo, ha mejorado la iluminación de las calles y su pavimentación. 
En diciembre de 2006 se incorporó al frontón un sistema de iluminación para poder alargar las horas de juego y se mejoró la grada para la comodidad de los asistentes a dichos eventos.
En la actualidad, más del 60% de las calles del pueblo han sido pavimentadas con adoquines para facilitar los paseos por las mismas. 
En el año 2016, se terminó la remodelación de la plaza de San Miguel, en la cual se asfaltó el suelo y se colocaron nuevos focos para una mayor iluminación. También se abarandilló la parte superior de la plaza y se reconstruyeron los poyetes que rodean la misma. A esta última remodelación hay que añadir que años atrás, se colocó un parque infantil donde los más pequeños del pueblo van a divertirse en las tardes de verano.

## Patrimonio

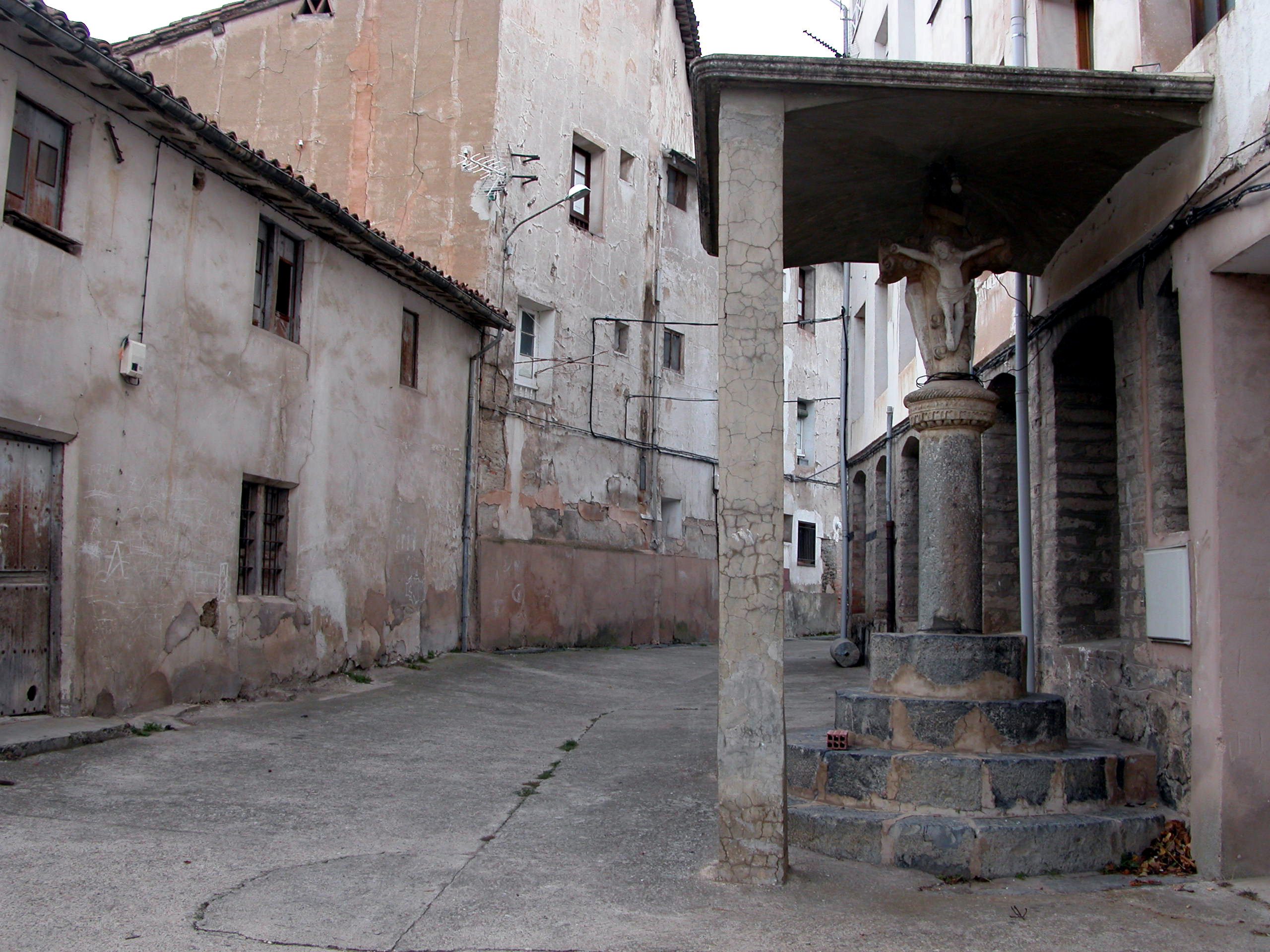
Crucero de Munilla.

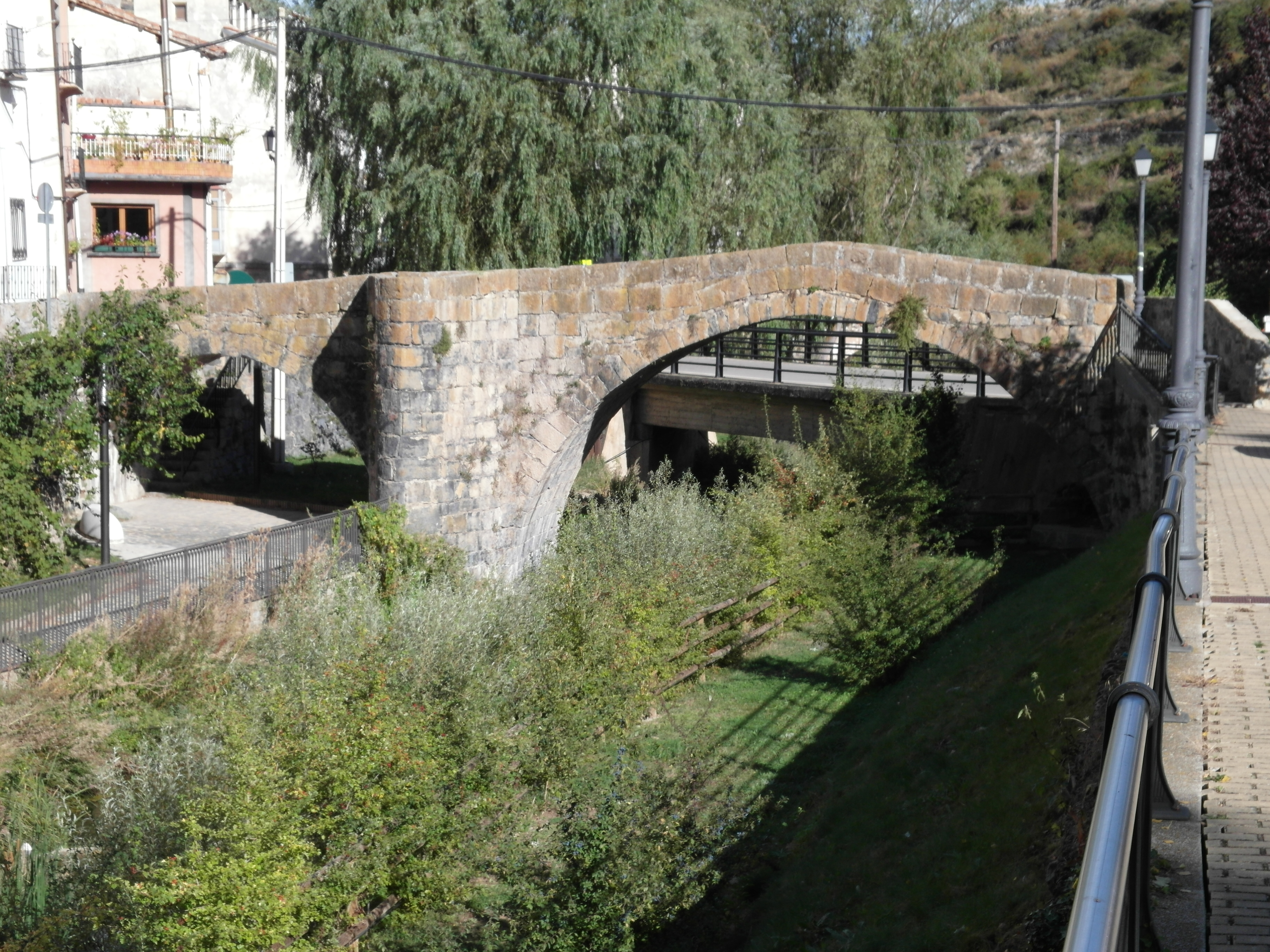
Puente romano.

### Iglesia de Santa María
Es la iglesia parroquial de Munilla, construida en sillería en el siglo XVI y remodelada en el siglo XVII. Posee una nave de tres tramos, cabecera rectangular y tres capillas laterales. Cubren el conjunto bóvedas de terceletes y arcos de medio punto. La torre de la iglesia es posterior a la misma, siendo construida en 1700. 
El retablo mayor es clasicista (1660). En su interior destaca la talla gótica del Santísimo Cristo de la Sierra, estilo gótico del siglo XIV, en una de las capillas laterales.

### Iglesia de San Miguel
Es la segunda iglesia de Munilla, y está dedicada a San Miguel Arcángel de finales del siglo XV, con un valioso retablo del año 1622, obra de Gabriel Pinedo. Se encuentra situada en un entorno arbolado, el cual hace de mirador natural al río Manzanares. Construida a comienzos del siglo XVI en estilo gótico tardío o Reyes Católicos, con parte de los muros y portada de estilo gótico (1400-1450). Consta de una torre a los pies, una nave de tres tramos, crucero y cabeza rectangulares, y está cubierta por bóvedas de terceletes.
Contiene importantes retablos:
- Retablo de las Ánimas  (1650)

- Retabillo de la Virgen de la Leche (parte hispanoflamenca, 1490-1510; parte romanista, 1600)(terior magníficos retablos así como su órgano.)

- Presbiterio, 1733

- Retablo Mayor, con banco, 2 cuerpos, ático y 5 calles. Clasicista de 1625

- Retablillo de la Piedad, 1733

- Retablillo de San Pedro en Cátedra, romanista de 1570

- Retablo del Cristo, tamaño natural, 1630

Destacar la imagen hispano-flamenca de la Virgen de Belén en el lado del Evangelio; el "Conjutorio", balconada desde la que se bendecían campos o conjuraban tormentas y la Pila bautismal de mármol blanco, donada por Don Cipriano Martínez a finales del siglo XIX.

### Fuente de piedra de cuatro caños
Esta magnífica fuente se encuentra en la plaza de Santa María, única que queda empedrada. Fue donada por Don Valentín Morales Pérez en el año 1894.

### Puente medieval
Construido a finales del siglo XV o mitad del siglo XVI sobre el río Manzanares en sillería de dos arcos de medio punto. Comunicaba el municipio, perteneciente al Señorío de Cameros, con Yanguas y Aguilar del Río Alhama. Era el paso de los peregrinos que, desde el Este de Munilla, se dirigían hacia el Camino de Santiago.
En los años 1945-1950 fue privado de uno de sus arcos para dotar de acceso rodado a la población de Zarzosa. En el año 2006 se llevó a cabo una modificación de las escaleras de acceso y mejora de la estética del tramo amputado.

### Ermita de Ntra. Sra. de la Soledad
Edificio barroco de finales del siglo XVII, construido en mampostería y sillarejo. Consta de una sola nave y alberga la imagen de la Virgen de la Soledad (fin del siglo XVIII), patrona de la villa. De alto valor religioso y sentimental para los munilleros, cuenta con una Cofradía con numerosos y dedicados miembros. 
Cerca existe un edificio usado para colonias de niños y jubilados.

### La Cruz del Crucero
Es un crucero renacentista que data de 1550. Construido inicialmente bajo un precioso templete en la plaza del Moral, consta de columna de fuste cilíndrico, liso y capitel toscano con ovas. La Cruz florida muestra un Crucifijo a un lado y la Virgen con el Niño al otro.
Fue trasladado a la entrada de la fábrica de Hnos. Aguirre. Su emplazamiento inicial señalaba el comienzo del camino a los arrieros y peregrinos, ruta natural para trasladarse a Logroño.

### Ermita de la Virgen de Peñalavieja
Pequeño altar en la roca con la imagen de la Virgen. Se encuentra en la carretera de acceso a Munilla y a 2 kilómetros de la población. Es venerada por la población desde tiempo inmemorial como patrona de las mozas casaderas.

## Turismo
En el pueblo hay dos bares, uno de ellos restaurante también (El Casino); el otro (La Escuela), está situado en la plaza de Santa María. Además, el pueblo cuenta con una piscina municipal y dos frontones.
El nuevo frontón situado entre el río y la carretera, dispone también de porterías de futbito y el antiguo frontón, que a su vez es la pared de la iglesia de San Miguel, es donde ahora se sigue celebrando el baile y otras actividades de las fiestas patronales.
Para alojarse existen cuatro casas rurales, una de ellas cuenta con la Q de Calidad, y un Apartamento Rural. El segundo restaurante con el que cuenta el pueblo está situado en una de estas casas rurales. (La Baldufa)

## Eventos culturales

### Festival de Jazz de Munilla
Desde el año 2004 se lleva a cabo cada verano en agosto una nueva edición del Festival de Jazz de Munilla. El festival nació con aspiraciones para el futuro, pero con una clara vocación de atraer, divertir, entretener y formar al mismo tiempo, desde el principio. Se centra principalmente en estilos de fácil audición, y se pide a los músicos participantes que entre su repertorio incluyan algunos estándares que puedan reconocerse sin dificultad, considerando la afición que existe en los alrededores, apoyar a nuestros músicos, tanto a los jóvenes que comienzan, como a los ya consagrados.
Esta actividad pretende dos objetivos, coincidentes con los de la Asociación de Amigos de Munilla, organizadora del evento: divertir, entretener, animar, con calidad a través de la música y cultura del Jazz, y atraer a Munilla a los aficionados al Jazz de La Rioja Baja y a los muchos veraneantes riojanos, madrileños, vascos,... del Alto Cidacos (Arnedillo, Enciso...) complementando los alicientes de esta comarca.

### Feria Internacional de Antigüedades de Munilla
Alrededor de 40 anticuarios de Francia, Inglaterra, Alemania y de varias comunidades españolas, nos acercan mobiliario, escultura y pintura, elementos etnográficos, objetos de pequeño tamaño como monedas, billetes o sellos, cerámica, puntillas, alfombras orientales, relojes de sobremesa, vestidos de muñeca, cristales, joyas y un largo etcétera.
La Feria se desarrolla en los bajos de antiguos edificios fabriles de Munilla, de finales del siglo XIX y principios del XX, así como por las calles adyacentes, imprimiéndole un carácter único.

### Jornadas del Queso Artesano de Munilla
Si bien no tienen una fecha fija establecida, se suele celebrar el tercer fin de semana de octubre, coincidiendo con la caída de las hojas, lo que atrae a muchos turistas rurales en busca de magníficos paisajes y una buena degustación de quesos.
En estas "Jornadas del Queso Artesano", se puede degustar y comprar quesos de oveja, cabra y vaca de diferentes Denominaciones de Origen de todo el ámbito nacional como Asturias (D.O. Cabrales), Cantabria (D.O.P. Picón-Bejes-Tresviso, D.O.C. Quesuco de Liébana y D.O. Queso de Nata de Cantabria), Castilla y León (Patamulo, Queso de oveja de Palencia, Queso de oveja Soria, Queso de oveja leche cruda de Zamora), Extremadura (sierra de San Pedro - Los Baldíos), La Rioja (D.O.P. Camerano, Queso de Oveja y Queso de Cabra), Navarra (D.O. Roncal) y País Vasco (D.O.P. Idiazábal).

## Festividades

### Fiestas de La Soledad
Son las fiestas patronales de Munilla, que se celebran en honor a la Virgen de La Soledad se celebran en agosto, y si bien no tienen fecha fija, se suelen celebrar el tercer fin de semana de agosto, donde oriundos y veraneantes se congregan para festejar durante cuatro días.
Durante estos cuatro días hay un calendario apretado de eventos deportivos, musicales y de hermanamiento que da su comienzo con la batalla del agua de la fuente de la plaza Santa María, previa al lanzamiento del cohete desde el balcón del Ayuntamiento. El Domingo tiene lugar una solemne procesión para acercar la imagen de la patrona a todos los rincones del pueblo.
Dentro del programa de fiestas destacan:
- Fiesta de la Flor. Este evento se realiza el miércoles de pre-fiesta y, gracias a la desinteresada colaboración de la activa juventud munillense se está consolidando como un acto importante dentro del calendario festivo dirigido a los más pequeños. En los últimos años ha llegado a reunir a más de un centenar de niños y niñas entre 3 y 12 años.
- Batalla del Agua, que comienza en la plaza de Santa María tras el chupinazo, que marca el inicio de las fiestas.
- Día del choricillo, llevado a cabo en la plaza de Santa María.
- Paellada popular, realizada durante los últimos años y acogida con gran éxito por los munillenses.
- Torneos de futbito y de pala en el frontón.
- Juegos de mesa (mus y parchís) que se organizan en el Bar La Escuela.
- Procesión que se realiza en honor de la Virgen de la Soledad.
- Verbenas con las mejores orquestas del norte del país durante tres noches.
- Concurso de zurracapote organizado por el ayuntamiento.
- Concurso de disfraces infantiles.
- Zurracapote popular: durante los descansos de la verbena, los munillenses se reúnen todos juntos para disfrutar de un buen "trago" de zurracapote que emana de diferentes tipos de porrones.

Durante las noches de estas fiestas patronales, y antes de acudir a la verbena, la juventud munillense acostumbraba a reunirse en diferentes chamizos o lonjas donde preparaban zurracapote para dar de forma gratuita o a cambio de la voluntad a todos los vecinos que se acercaran a la puerta de sus locales, está situado en la calle Hospital Viejo. Años atrás, el otro se sitúa en una lonja detrás del Santo, enfrente del Casino. En la actualidad esta lonja ha pasado a ser una propiedad privada.

### Fiestas de San Antón
También se celebra San Antón el domingo más próximo al 17 de enero, con misa, subasta y comida popular. Antiguamente los ganaderos del pueblo y los de los pueblos de alrededor venían a Munilla con sus animales, los engalanaban, y les hacían dar tres vueltas a la iglesia de San Miguel para que el patrón los bendijese, y también se hacías subastas de comestibles. También existió una ermita con esta advocación frente a la iglesia de San Miguel.

### Fiesta del Cristo
Es el primer domingo de mayo, y se celebra la fiesta en honor al Santísimo Cristo de la Sierra. Hay una leyenda vinculada al Cristo y, sobre todo, a su creador que dice que, el escultor que la talló se encerró durante la época de Cuaresma y, para no perder tiempo, los vecinos le pasaban comida por un agujero. De esta manera el artista no perdía tiempo alguno. El problema es que, al parecer, la comida era robada antes de que el escultor la cogiera. La leyenda dice que, el propio Cristo, a medio tallar, alimentó al escultor de su propia carne divina para que acabara la talla. En honor a ello, el escultor dejó un corte en la espalda de la estatua, en recuerdo de esto.

### Día del Emigrante
El segundo domingo de mayo se celebra el Día del Emigrante, como un recuerdo a todos los hijos de Munilla que emigraron. Se realiza una misa, una procesión y una comida popular, amenizada con charanga.

## Personalidades
- Andrés Torre Ruiz (Munilla, 1882), catedrático de Lógica y rector de la Universidad de Valladolid.